# 高第丕

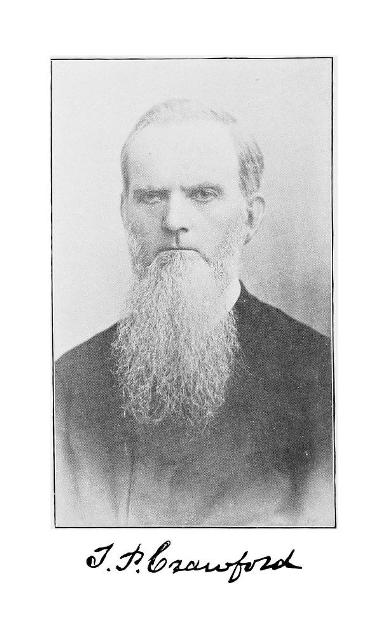
高第丕的画像

高第丕（Tarleton Perry Crawford，1821年5月8日—1902年4月7日）是浸信会传教士，他和妻子在中國山东一起传教50年。

## 早期生活和教育
高第丕出生于美國肯塔基州沃伦县。他是约翰和卢克丽霞-克劳福德的第四个儿子。
在他16岁时信奉基督教后，他说，"我将用我的一生来讲述耶稣的大慈大悲。" 於是他把一生都献给了在中国當地的传教工作。
高第丕在田纳西州丹马克的一个农场工作，以筹集大学学费。
他在丹马克男校就读，是班上的佼佼者。
大哈奇（Big Hatchie）浸信会帮他支付了进入田纳西州默弗里斯伯勒市的协和大学（Union University）的学费。
棕溪浸信会、大黑溪浸信会、大黑溪浸信会、枫树泉浸信会和三叶草溪浸信会的妇女们都在周日举行义卖出售自己的鸡蛋和牛奶以帮助支持他，其中包括日后著名的女传教士慕拉第。
他在田纳西州丹麦的大黑溪浸信会受洗礼。
弟兄奥比戴亚-多德森是他的牧师，对宣教非常热心。
1848年初，他进入田纳西州默弗里斯伯勒市的联合大学学习。
他在1851年以全班第一名的成绩毕业。

## 婚姻和家庭
高第丕在1845年与玛莎-福斯特结婚，她在1845年成为浸礼会教徒。
她曾在阿拉巴马州的拉斐特学院学习。
订婚一个礼拜之后，他们于1851年3月12日在阿拉巴马州塔斯卡卢萨县，阿拉巴马州塔斯卡卢萨县的家里结婚。

## 传教生涯
1850年年底，高第丕被南方浸信会对外宣教委员会任命为驻上海传教士。
1852年，高第丕和他的妻子玛莎搬到了山东登州，此举或许是为了获得少的监督。
高第丕的跋扈性格引起了很多人的反对，一些美国人很担心他会被美国驻上海的领事斥责。
高第丕坚持认为传道是传教士的唯一职责。他对Charles Gutzlaff的中国传教士的惨败感到震惊。
此后，他坚持认为本地教会的费用不应该从宣教经费中支出，应当本地筹集、本地使用。
他的朋友乔治-伯顿医生因在上海的医疗工作过多而精疲力竭，这更加坚定了高第丕的核心信念。
高第丕在当地的村庄里四处奔走，仅1875年就访问了131个村庄。
也许是出于对她在沙岭与罗蒂-文的成功的嫉妒，他在1879年关闭了他妻子的学校。
他继续批评美国南方浸信会宣教团的宣教委员会，认为他们在宣教事务上不应该有发言权。宣教团委员会不同意，于1892年将他撤职。
高第丕成立了福音宣教团，有8位（14位）南浸信会宣教士加入了他。
到了世纪之交，福音传教团已经发展到19个。
所有的福音传教士都穿着中国服装，住在中国人的房子里，只传福音。
这与中国内地宣教团的传教士的做法相似。
南浸信会的传教士们批评高第丕"满口无聊的的社会哲学，还拒绝给中国基督徒合理的领导权"(Hyatt, 1976:59)
玛莎-克劳福德虽然不同意丈夫的一些观点，但她仍然忠于丈夫。1867年，她在他们家成立了一所男校。有几个学生后来在黄县和平度站成功地成为牧师。她还写了一本儿童读物《三姑娘》，这本书后来在中国各地广为流传。在第二次传教士会议上（1877年），她发表了 "妇女工作的妇女工作 "的讲话，强调传教士的妻子们应该挨家挨户走访，亲自指导当地妇女，并为她们准备合适的文学作品。
高第丕在《宗法时代（The Patriarchal Dynasties）》一书中，宣布了他的信念：1876年，世界上有14,376岁，他认为伊甸园是一个神权主义的邦联，人口有1,174,405,120（约1.17亿）。